# EN223

## Porto Carvoeiro - Ovar
A EN 223 é uma estrada nacional que integra a rede nacional de estradas de Portugal.
Faz a ligação entre o Porto Carvoeiro (Canedo, Feira) e Maceda (Ovar), no concelho de Ovar, cruzando com a N222, entre Canedo e Gião.
O troço entre Maceda (Ovar), Ovar (Aeródromo) e Santa Maria da Feira foi requalificado, sendo transformado em 2x2 vias, funcionando como radial de Santa Maria da Feira, ou denominada A47. No futuro está prevista uma expansão da Radial à nova autoestrada A32. 
Apresenta-se descontinuada no troço de Escapães, até Albergaria do Souto Redondo, em São João de Ver, sendo comum com o IC2 neste troço.
O km 0, situa-se no lugar de Porto Carvoeiro, em Canedo e tem 27 km. O km 27 situa-se em Maceda.Também tem outro troço que vai desde a Feira até Ovar (saída da A29). 

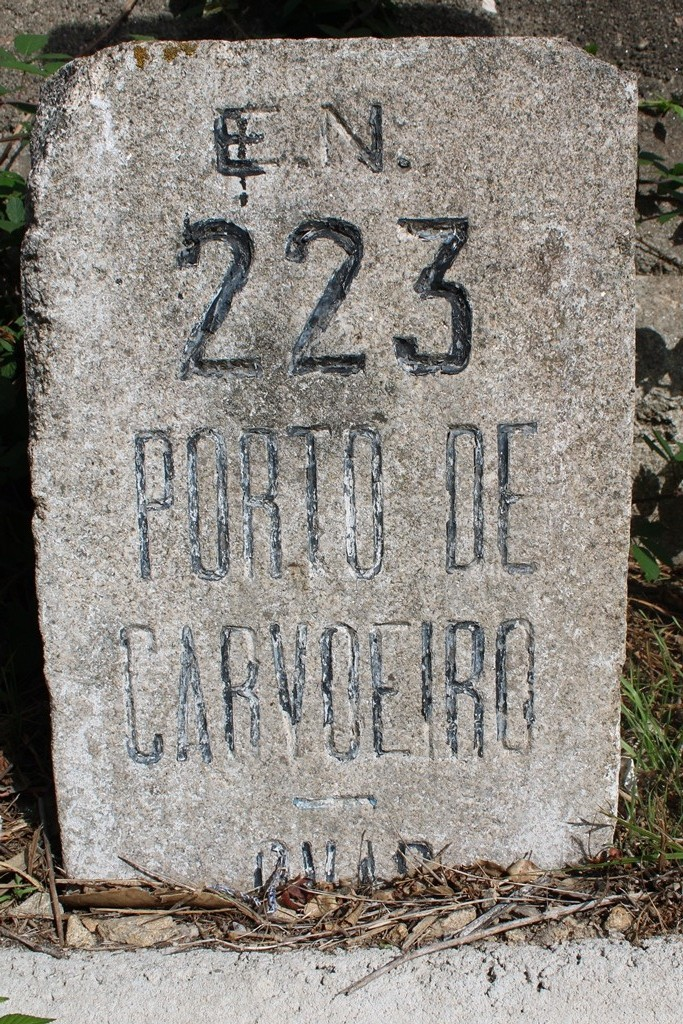
Marco Miriamétrico do km20 em Santa Maria da Feira